# Aeropuerto de Izhevsk
El aeropuerto de Izhevsk (ruso: Аэропорт Ижевск; código IATA IJK, ICAO: USII) es un aeropuerto en Udmurtia, Rusia situado a 15 km al este de Izhevsk. Está a 162 m (531 pies) sobre el nivel del mar.
El espacio aéreo está controlado desde el FIR de Perm (ICAO: USPP).

## Pista
El aeropuerto de Izhevsk dispone de una pista de hormigón en dirección 01/19 de 2.500x45 m. (8.202x147 pies).
El pavimento es del tipo 44/R/C/X/T, lo que lo hace adecuado para ser utilizado por los siguientes tipos de aeronaves: AN-2, AN-8, AN-12, An-24, An-26, AN-28, AN-30, AN-32, AN-72, AN-74, IL-18, IL-76, Yak-40, Yak-42, Tu-134, Tu-154, y todo tipo de helicópteros.
Existe también una pequeña pista en dirección 10/28 de 511x21 m. (1.676x69 pies).

## Aerolíneas y destinos
| Nombre compañía | Destinos                                                                                        |
| --------------- | ----------------------------------------------------------------------------------------------- |
| Izhavia         | Moscú-Domodédovo, San Petersburgo, Ekaterimburgo, Krasnodar, Samara, Surgut y Sochi (en verano) |
| Alania Airlines | Moscú-Vnúkovo (desde julio de 2006)                                                             |

## Transporte terrestre
Existen varias líneas que comunican el centro de la ciudad con el aeropuerto. La 331, por ejemplo, realiza el trayecto prácticamente cada hora, con un tiempo de desplazamiento de alrededor de 17 minutos.